# Agromyza confusa
Agromyza confusa är en tvåvingeart som beskrevs av Spencer 1961. Agromyza confusa ingår i släktet Agromyza och familjen minerarflugor.
Artens utbredningsområde är Madagaskar. Inga underarter finns listade i Catalogue of Life.